# Palazzo Barbieri
Palazzo Barbieri, in passato conosciuto con il nome di Gran Guardia Nuova, è un edificio civile sede del Comune di Verona, situato lungo il lato orientale di Piazza Bra, tra l'Arena di Verona e la Gran Guardia (vecchia).

## Storia
Preliminare all'edificazione dell'edificio fu la demolizione, nel 1819, dell'ospedale della Misericordia e dell'attiguo rione di Sant'Agnese. Nel 1835 iniziò la costruzione dell'edificio, inizialmente destinato ad essere sede della Guardia Civica, su disegno dell'architetto Giuseppe Barbieri, che ebbe l'onere di andare a colmare il vuoto lasciato tra l'antico anfiteatro romano e la seicentesca Gran Guardia, e quindi di chiudere uno dei lati della centrale piazza Bra. La mole della nuova struttura andava quindi a equilibrare le grandi masse degli edifici adiacenti.

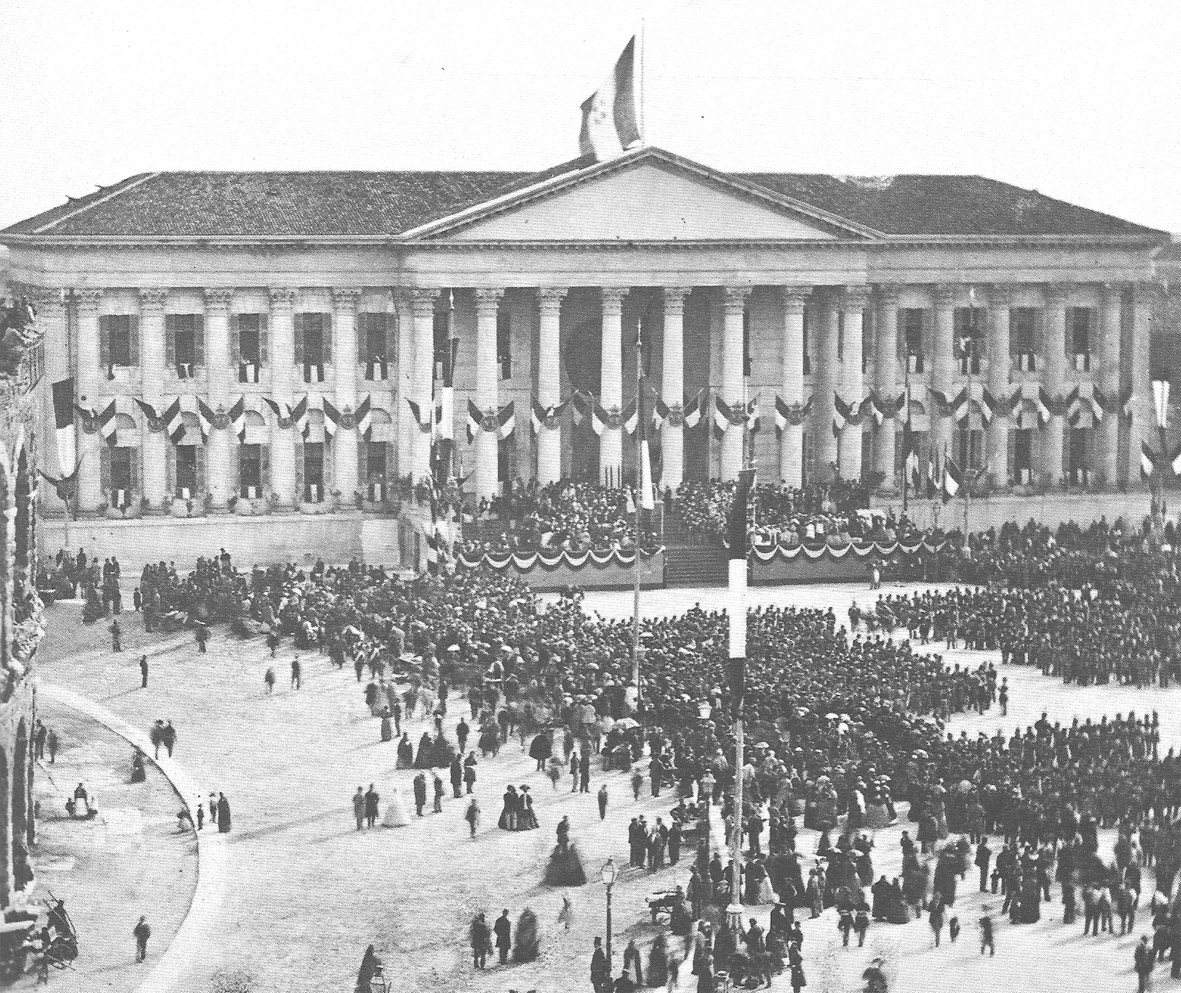
Festeggiamenti per l'ingresso delle truppe italiane in piazza Bra

Alla morte di Barbieri, la direzione dei lavori fu presa in carico dall'architetto Francesco Ronzani, che portò a termine l'opera nel 1851. L'edificio fu quindi destinato, invece che alla Guardia Civica come inizialmente previsto, all'Imperial Regio Comando di città e fortezza, che precedentemente si era spostato tra diverse sedi, tra cui la Gran Guardia.
Sotto l'amministrazione italiana, nel 1874, la Gran Guardia Nuova divenne sede del Municipio, per cui negli anni precedenti furono effettuati diversi lavori di sistemazione degli interni che permisero, a partire dal 1869, il trasferimento mano a mano dei diversi uffici comunali. L'edificio venne gravemente danneggiato dai bombardamenti aerei nel 1945, al termine della seconda guerra mondiale, per cui tra il 1947 e il 1950 fu oggetto di restauri; inoltre nello stesso periodo fu realizzato il corpo di fabbrica semicircolare collegato al lato posteriore. Ancora sede del Comune, nel corso degli anni ha preso il nome di "palazzo Barbieri", in onore del suo progettista.

## Descrizione

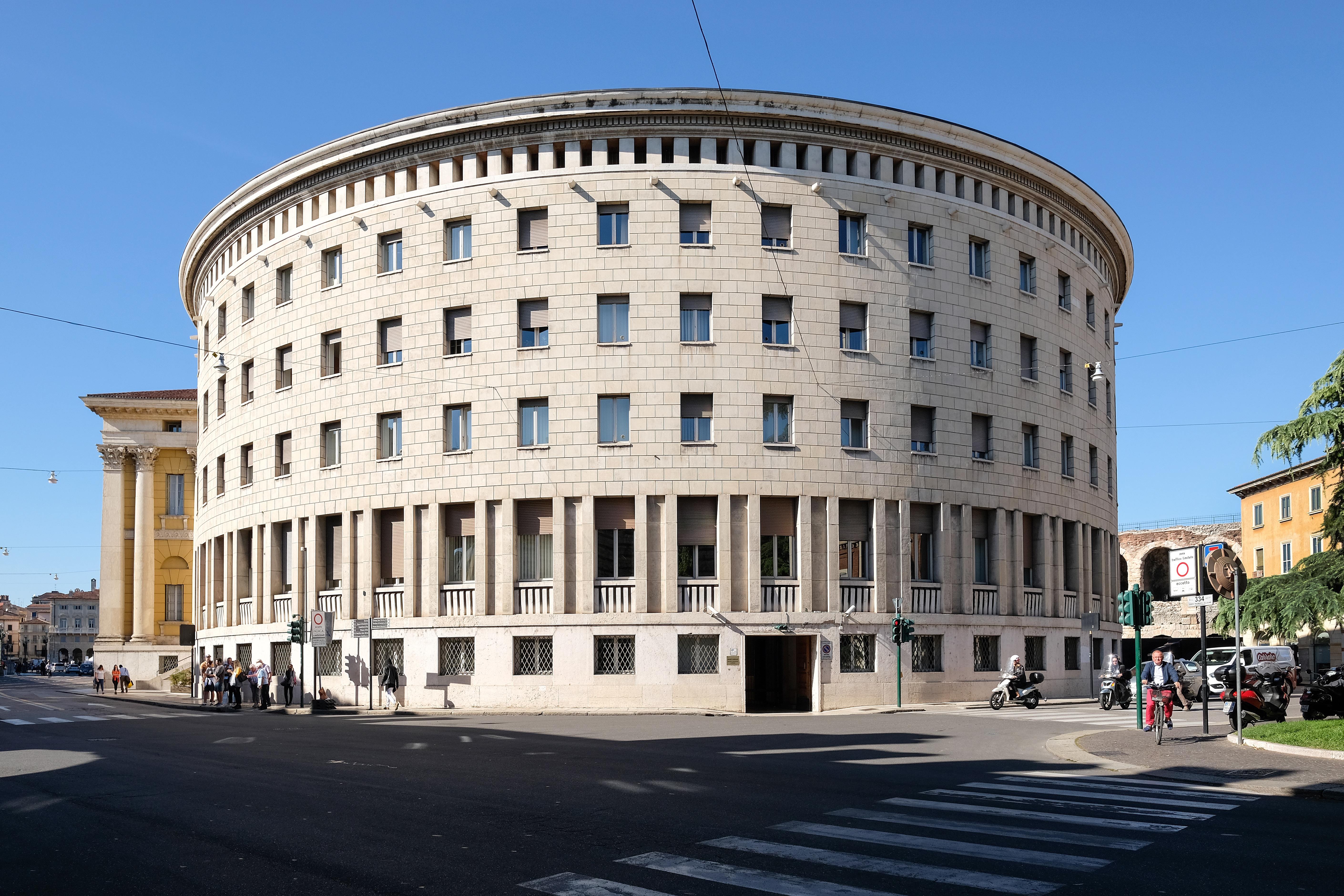
L'ampliamento moderno sul retro dell'edificio

L'edificio ottocentesco è a pianta rettangolare e si eleva su quattro piani più il sottotetto. Sulla facciata principale, rivolta verso piazza Bra, la grande scalinata conduce al primo piano, dove si trova l'ingresso, connotato dal pronao centrale ottastilo e dal retrostante atrio semicircolare. L'architettura neoclassica della facciata principale è modulata dalla sequenza delle otto colonne centrali e dalle semicolonne laterali, tutte corinzie d'ordine gigante, appoggiate sull'alto basamento e reggenti l'alta trabeazione e il frontone centrale. Nelle ali laterali gli intercolumni inquadrano i tre ordini di finestre.
All'interno si trovano diverse sale, disimpegnate dal corridoio centrale: la Sala del Consiglio, caratterizzata dall'enorme tela di Felice Brusasorzi raffigurante la Vittoria dei veronesi sui benacensi; la Sala degli arazzi, dove si trovano invece due tele del XVI secolo, di cui una raffigurante La vittoria dei veronesi del 1164 contro Federico Barbarossa di Paolo Farinati ed una raffigurante La cena in casa di Levi, realizzata dalla bottega di Paolo Veronese (probabilmente un allievo); la Sala di rappresentanza, dove si trovano due tele raffiguranti Piazza delle Erbe, una opera di Carlo Ferrari (del 1839) e l’altra di Angelo Dall'Oca Bianca (del 1903), oltre ad altre due opere di Eugenio Gignous.